# Gongontiano
Gongontiano est une localité du département de Iolonioro, dans la province du Bougouriba (région du Sud-Ouest) au Burkina Faso. En 2006, cette localité comptait 192 habitants dont 59.4% de femmes.